# Zimmerwaldconferentie
De Zimmerwaldconferentie was een bijeenkomst die gehouden werd in het Zwitserse Zimmerwald, van 5 september tot 8 september 1915. Het was een bijeenkomst van socialistische internationalisten die het einde bezegelde van de samenwerking tussen socialisten van de linkervleugel (communisten) en van de rechtervleugel (sociaaldemocraten). Er namen 38 afgevaardigden deel aan de conferentie, uit landen zoals Rusland, Polen, Italië, Zwitserland, Bulgarije, Roemenië, Duitsland, Nederland, Zweden, Noorwegen en Frankrijk. Uit Nederland waren onder meer Anton Pannekoek en Henriette Roland Holst aanwezig. Aan de vooravond van de conferentie organiseerde Lenin een groep socialistische internationalisten, de zogenaamde Linkse Zimmerwaldisten, als teken van protest tegen de centristische houding van de meerderheid van de conferentie (de Centristische Zimmerwaldisten, onder leiding van Robert Grimm). De conferentie was de eerste uit een reeks van drie, gevolgd door de Kientalconferentie en de Stockholmconferentie.
Het belangrijkste discussiepunt handelde over de strijd van de arbeidersklasse voor vrede tijdens de Eerste Wereldoorlog. Een groot deel van de via de Tweede Internationale verbonden marxisten hadden aan het begin van de oorlog het antimilitarisme verlaten, waren achter hun regering gaan staan en steunden de oorlog. Zo kwam het in Duitsland tot de Burgfriedenspolitik waarbij vakbonden zich onthielden van stakingen en de Sozialdemokratische Partei Deutschlands stemde voor oorlogskredieten. In Frankrijk kwam het tot de vergelijkbare union sacrée en in Portugal tot de regering van União Sagrada.
In de loop van deze discussie brachten de linkse socialisten een resolutie en het Manifest van Zimmerwald naar voren dat het imperialistische karakter van de wereldoorlog aantoonde, dat sociaal-chauvinisme veroordeelde en dat de arbeidersklasse opriep om de oorlog te wijzigen in een Revolutie. Zo zou ze de politieke macht kunnen grijpen en de maatschappij op socialistische wijze kunnen organiseren. De meerderheid verwierp de twee teksten, en schoof zelf het standpunt naar voor dat het zich zou beperken tot een pacifistische verklaring. Lenin schoof, in naam van de Linkse vleugel, de eis van een concretisering van politieke slogans. Hij bracht naar voor dat Europa zich aan de vooravond van een revolutiegolf bevond. Dit maakte het noodzakelijk om de massa’s de concrete middelen te geven om mee te strijden. Uiteindelijk nam de conferentie een compromistekst aan (opgesteld door Leon Trotski). Deze tekst week ideologisch af van de Linkse vleugel, maar schoof toch de noodzaak naar voor de arbeidersklasse internationaal te organiseren voor de strijd tegen het imperialisme en de oorlog. De tekst erkende ook het imperialistische karakter van deze oorlog, bekritiseerde de slogan ‘verdediging van het vaderland’ en het klaagde het verraad van de leiders van de Tweede Internationale aan. Lenin merkte hierover op dat dit manifest een stap voorwaarts betekende naar een breuk met het opportunisme en het sociaal-chauvinisme. Deelnemers aan de conferentie betuigden tevens hun steun aan diegenen die vervolgd werden omwille van hun verzet tegen de oorlog. Bijzondere uitdrukking van solidariteit kregen Karl Liebknecht, Rosa Luxemburg, Clara Zetkin en de bolsjewistische leden van de Doema die in ballingschap waren in Siberië. 
Een internationale socialistische commissie werd opgericht, dat eigenlijk een nieuw internationaal socialistisch bureau was, en kan aanzien worden als voorloper van de Komintern.

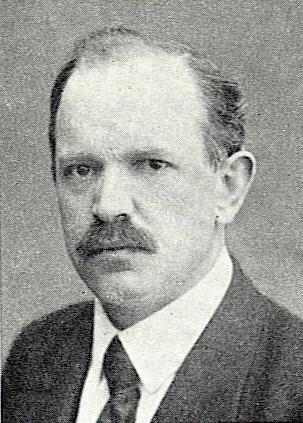
Robert Grimm
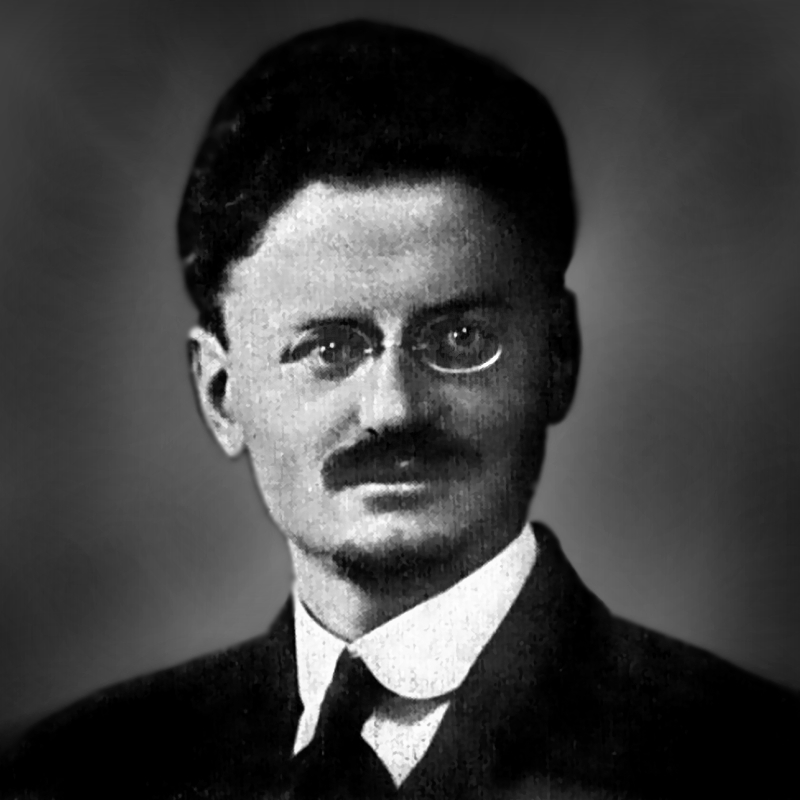
Leon Trotski